# Dryopteris saxifraga
Dryopteris saxifraga är en träjonväxtart som beskrevs av H. Itô. Dryopteris saxifraga ingår i släktet Dryopteris och familjen Dryopteridaceae. Inga underarter finns listade.